# Al-Janad-moskén

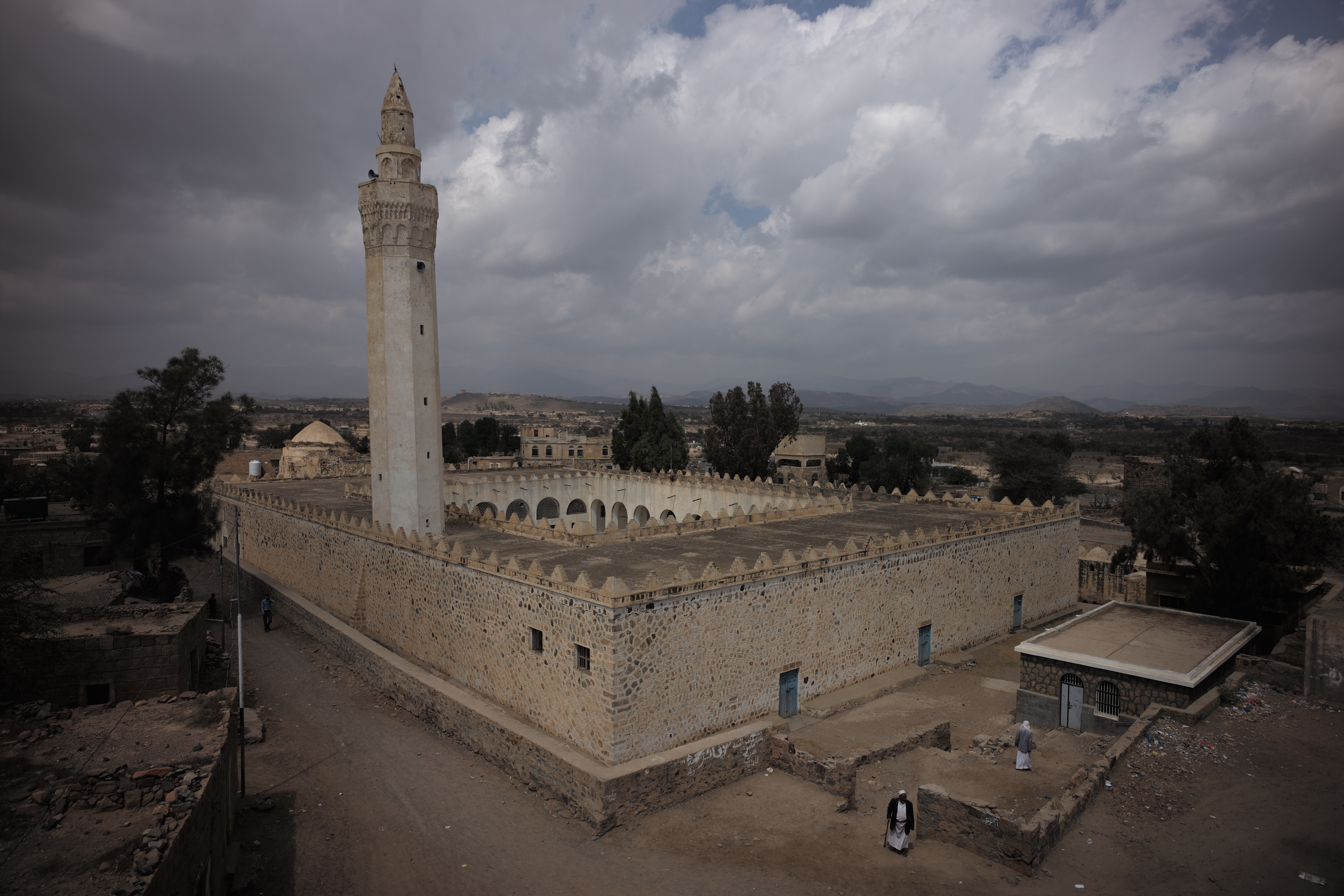
al-Janad-moskén.

al-Janad-moskén (arabiska: جامع الجند) är en moské nära den jemenitiska staden Taizz och är den första moskén som byggts i Jemen. Den byggdes 628 under den islamiske profeten Muhammeds livstid. Mu'adh ibn Jabal byggde moskén i den historiska staden al-Janad. Mu'adh var en av Muhammeds nära följeslagare och som Muhammed hade skickat till Jemen för att skapa grunden för islams expansion i Jemen. Vissa delar av moskén har byggts av turkar senare.

## Galleri

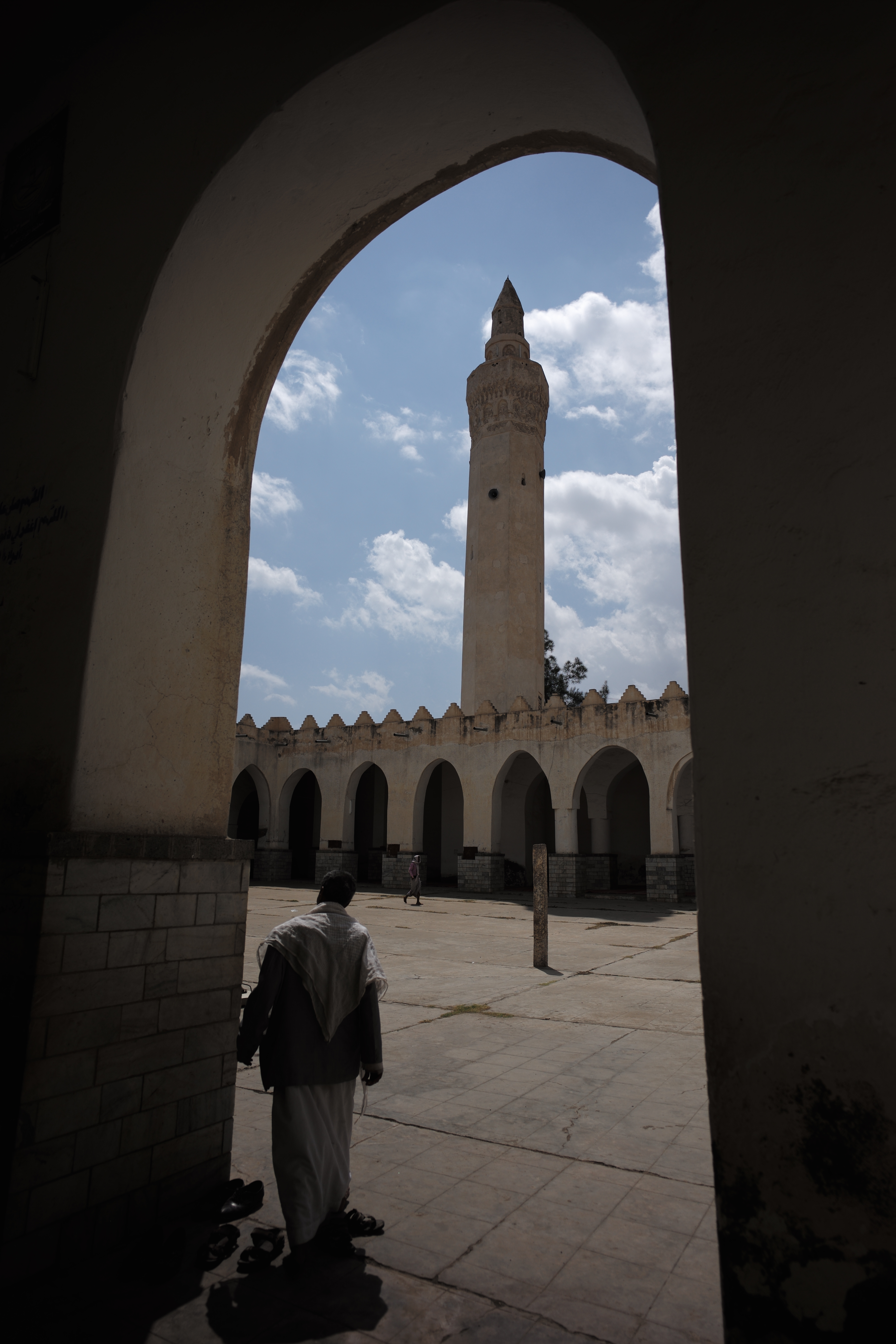
Moskéns gårdsyta.
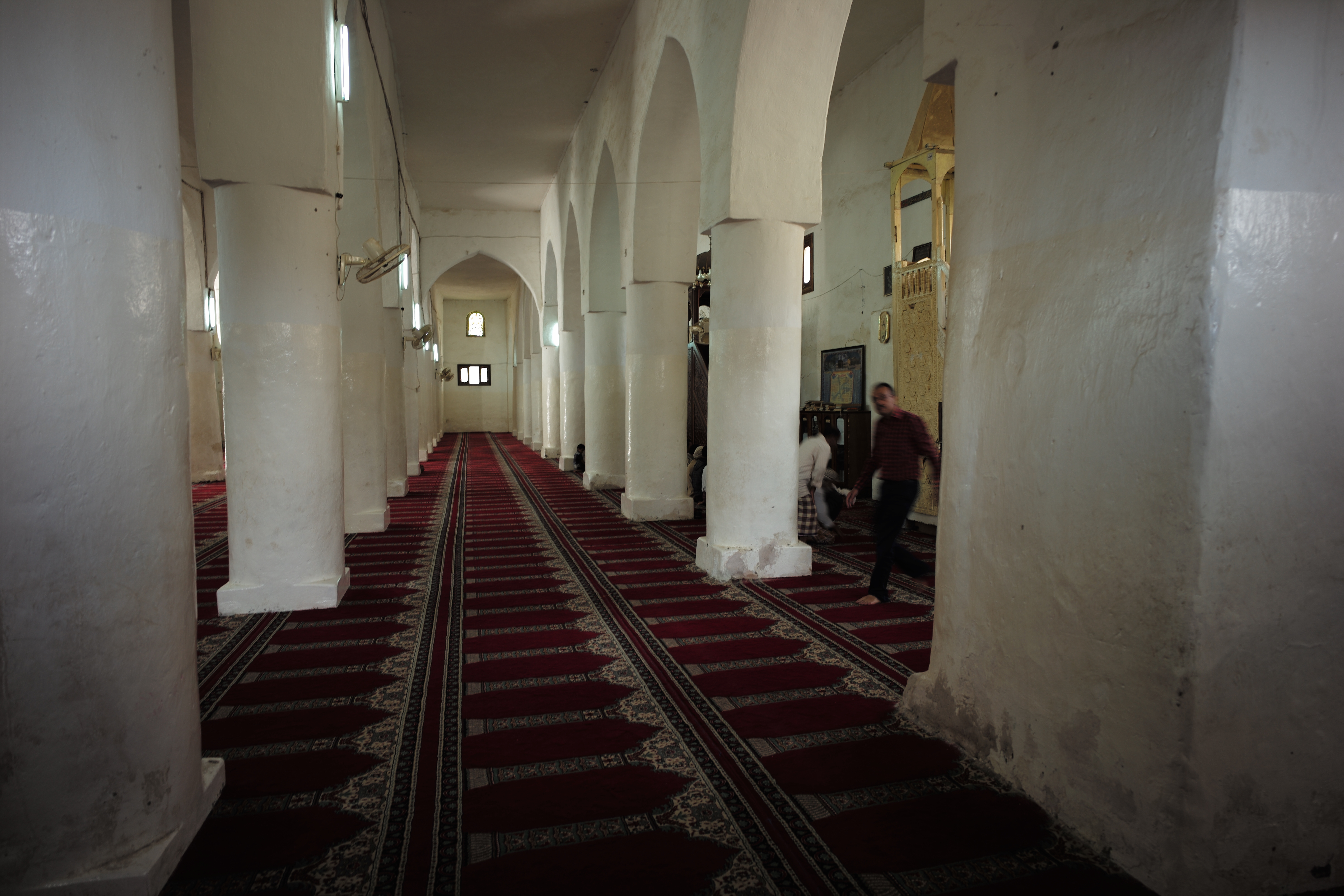
Insidan.
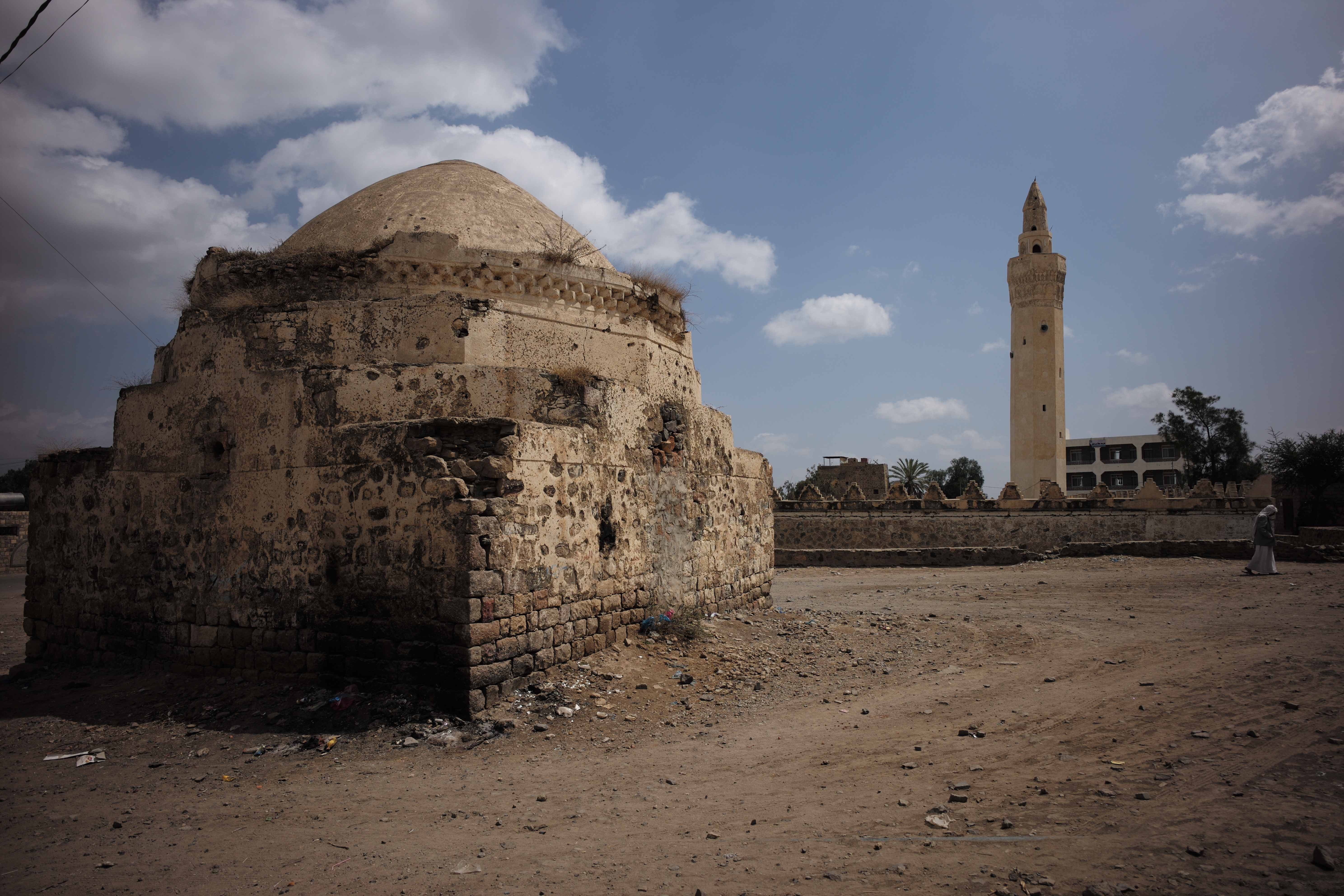
Moskén från annan vinkel.